# Niwiska (Subkarpaten)
Niwiska is een plaats in het Poolse district  Kolbuszowski, woiwodschap Subkarpaten. De plaats maakt deel uit van de gemeente Niwiska en telt 1542 inwoners.